# Rolf Thorsen
Rolf Bernt Thorsen (født 22. februar 1961 i Zürich, Schweiz) er en norsk tidligere roer og dobbelt olympisk medaljevinder.
Thorsen deltog første gang i de olympiske lege i 1984 i Los Angeles, hvor han stillede op i dobbeltsculler og sammen med makkeren Alf Hansen blev nummer ti. Dette var noget skuffende, idet de havde vundet medaljer ved de tre foregående verdensmesterskaber (bronze i 1981, guld i 1982 og sølv i 1983). Rolf Thorsens bror, Espen Thorsen, deltog også ved OL 1984, hvor han stillede op i dobbeltfireren, der blev nummer otte.
Herefter skiftede Rolf Thorsen sammen med Alf Hansen til dobbeltfirer, hvor de øvrige roere var Lars Bjønness og Vetle Vinje. Disse fire vandt guld i 1985, bronze i 1986 og sølv i 1987 ved VM og var dermed blandt favoritterne ved Ol 1988 i Seoul. Nordmændene indledte med at vinde i det indledende heat og fulgte op med sejr i semifinalen, mens de i finalen sluttede halvandet sekund efter de sejrende italienere, men sikrede sig sølvmedaljerne foran den østtyske båd.
Efter OL 1988 vendte Thorsen tilbage til dobbeltsculleren, denne gang sammen med Bjønness, og de vandt VM i 1989. I 1991 stillede Thorsen op i singlesculler og vandt her VM-guld. Til OL 1992 i Barcelona vendte Thorsen tilbage til dobbeltfireren, hvor han blev genforenet med Bjønness, mens Kjetil Undset og Per Sætersdal var nye i båden. Nordmændene vandt deres indledende heat og kvalificerede sig til finalen med en andenplads i semifinalen efter Italien. I finalen holdt de italienerne bag sig, men den tyske båd vandt med næsten to sekunders forspring til nordmændene, der dermed genvandt deres sølvmedaljer fra 1988.
Efter OL 1992 vendte Thorsen og Bjønness sig igen til dobbeltsculleren, og i denne båd vandt de VM-sølv i 1992 og -guld i 1993. Thorsen tog (sammen med Bjønness) en sidste tørn i dobbeltfireren og afsluttede sin internationale karriere med VM-guld i denne båd.
Tønness og Thorsen modtog i 1989 Morgenbladets guldmedalje for deres VM-guld samme år.

## OL-medaljer
- 1988:  Sølv i dobbeltfirer
- 1992:  Sølv i dobbeltfirer